# Scolopostethus decoratus
Scolopostethus decoratus är en insektsart som först beskrevs av Carl Wilhelm Hahn 1833.  
Scolopostethus decoratus ingår i släktet Scolopostethus, och familjen fröskinnbaggar. Arten är reproducerande i Sverige.